# 24-Stunden-Rennen von Le Mans 1985

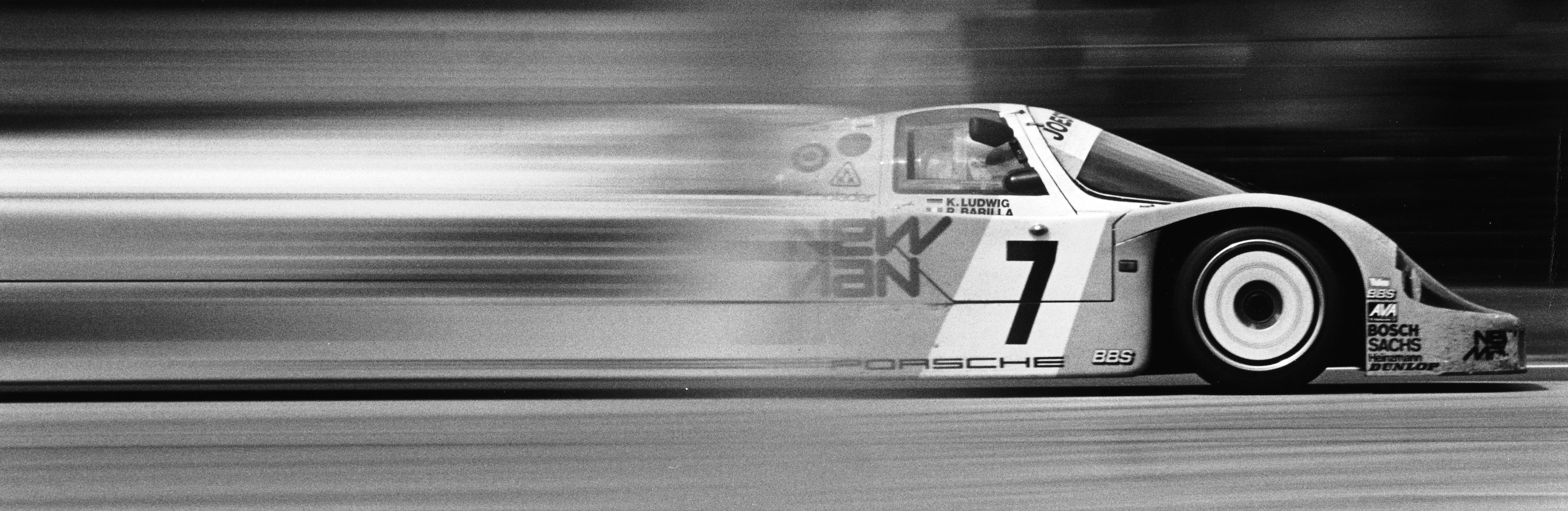
Der siegreiche Porsche 956B mit der Startnummer 7

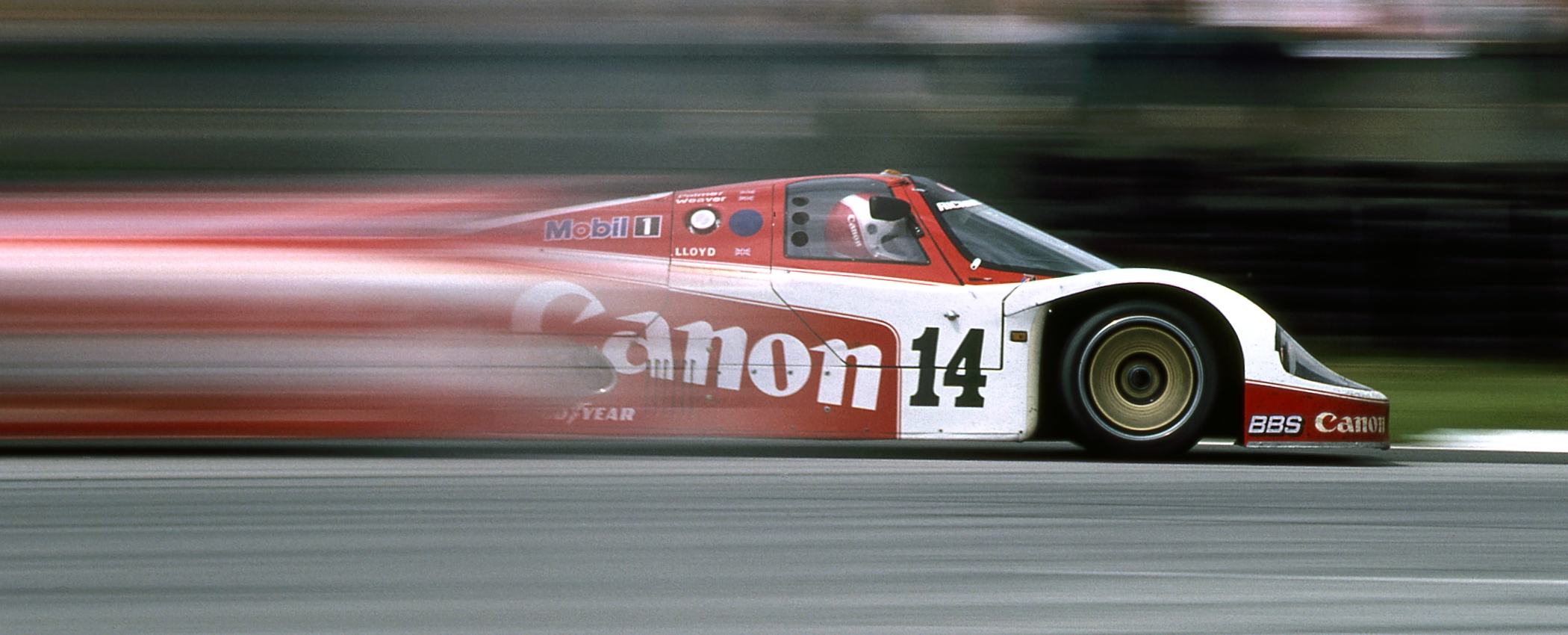
Der zweitplatzierte Porsche 956 GTi mit der Startnummer 14

Das 53. 24-Stunden-Rennen von Le Mans, der 53e Grand Prix d’Endurance les 24 Heures du Mans, auch 24 Heures du Mans, Circuit de la Sarthe, Le Mans, fand vom 15. bis 16. Juni 1985 auf dem Circuit des 24 Heures statt.

## Das Rennen
Wie im Vorjahr waren auch 1985 die Rennteams, die mit Prototypen von Porsche an den Start gingen, die klaren Favoriten auf den Gesamtsieg. Während die Werksmannschaft die neuen Porsche 962C einsetzte, mussten die Privatteams mit den Porsche 956B vorliebnehmen.
Weder den Lancia LC2s noch den Toyota 85C-L und dem von einem Wankelmotor angetriebenen Mazda 737C wurden Chancen auf den Sieg eingeräumt. Im Training am Donnerstag vor dem Rennen kam es zu einem schweren Unfall, als der Porsche-Pilot Dudley Wood mit dem Alba AR2, gefahren von Jean-Pierre Frey am Ende der Les-Hunaudieres-Geraden kollidierte. Dabei wurden beide Wagen so schwer beschädigt, dass sie nicht starten konnten.
Im Qualifikationstraining fuhr Hans-Joachim Stuck eine Rekordrunde mit einem Schnitt von 251.815 km/h. Das Rennen gewannen Klaus Ludwig, Paolo Barilla und Louis Krages im Joest-Porsche 956, vor dem 956 GTi von Jonathan Palmer, James Weaver  und Richard Lloyd. Für Jacky Ickx endete sein letztes Rennen in Le Mans mit dem zehnten Gesamtrang.

## Ergebnisse

### Piloten nach Nationen
| 37 Franzosen   | 35 Briten      | 12 Italiener   | 11 Deutsche  | 11 US-Amerikaner |
| 9 Belgier      | 7 Japaner      | 6 Schweizer    | 3 Australier | 3 Iren           |
| 3 Südafrikaner | 1 Argentinier  | 1 Däne         | 1 Kanadier   | 1 Kolumbianer    |
| 1 Marokkaner   | 1 Neuseeländer | 1 Österreicher | 1 Schwede    | 1 Spanier        |

### Schlussklassement
| Pos.               | Klasse | Nr. | Team                            | Fahrer                                                       | Chassis         | Motor                              | Reifen | Runden |
| ------------------ | ------ | --- | ------------------------------- | ------------------------------------------------------------ | --------------- | ---------------------------------- | ------ | ------ |
| 1                  | C1     | 7   | New-Man Joest Racing            | Klaus Ludwig Paolo Barilla Louis Krages                      | Porsche 956B    | Porsche Type-935 2.6L Turbo Flat-6 | D      | 374    |
| 2                  | C1     | 14  | Richard Lloyd Racing            | Jonathan Palmer James Weaver Richard Lloyd                   | Porsche 956 GTi | Porsche Type-935 2.6L Turbo Flat-6 | G      | 371    |
| 3                  | C1     | 2   | Rothmans Porsche                | Derek Bell Hans-Joachim Stuck                                | Porsche 962C    | Porsche Type-935 2.6L Turbo Flat-6 | D      | 367    |
| 4                  | C1     | 33  | John Fitzpatrick Racing         | Jo Gartner David Hobbs Guy Edwards                           | Porsche 956B    | Porsche Type-935 2.6L Turbo Flat-6 | Y      | 366    |
| 5                  | C1     | 10  | Porsche Kremer Racing           | Mario Hytten George Fouché Sarel van der Merwe               | Porsche 956B    | Porsche Type-935 2.6L Turbo Flat-6 | G      | 361    |
| 6                  | C1     | 4   | Martini Racing                  | Bob Wollek Alessandro Nannini Lucio Cesario                  | Lancia LC2-85   | Ferrari 308C 3.0L Turbo V8         | M      | 360    |
| 7                  | C1     | 5   | Martini Racing                  | Henri Pescarolo Mauro Baldi                                  | Lancia LC2-85   | Ferrari 308C 3.0L Turbo V8         | M      | 358    |
| 8                  | C1     | 26  | Obermaier Racing Team           | Jürgen Lässig Jesús Pareja Hervé Regout                      | Porsche 956     | Porsche Type-935 2.6L Turbo Flat-6 | G      | 357    |
| 9                  | C1     | 11  | Porsche Kremer Racing           | Jean-Pierre Jarier Mike Thackwell Franz Konrad               | Porsche 962C    | Porsche Type-935 2.6L Turbo Flat-6 | G      | 356    |
| 10                 | C1     | 1   | Rothmans Porsche                | Jacky Ickx Jochen Mass                                       | Porsche 962C    | Porsche Type-935 2.6L Turbo Flat-6 | D      | 348    |
| 11                 | C1     | 66  | EMKA Productions Ltd.           | Tiff Needell Steve O’Rourke Nick Faure                       | EMKA C84/1      | Aston Martin-Tickford 5.3L V8      | D      | 338    |
| 12                 | C1     | 36  | Tom’s Team                      | Satoru Nakajima Masanori Sekiya Kaoru Hoshino                | Toyota 85C-L    | Toyota 4T-GT 2.1L Turbo I4         | B      | 330    |
| 13                 | GTP    | 44  | Jaguar Group 44                 | Bob Tullius Chip Robinson Claude Ballot-Léna                 | Jaguar XJR-5    | Jaguar 6.0L V12                    | G      | 324    |
| 14                 | C1     | 70  | Spice Engineering               | Gordon Spice Ray Bellm Mark Galvin                           | Spice-Tiga GC85 | Cosworth DFL 3.3 L V8              | A      | 312    |
| 15                 | B      | 151 | Helmut Gall                     | Edgar Dören Martin Birrane Jean-Paul Libert                  | BMW M1          | BMW M88 3.5L I6                    | A      | 307    |
| 16                 | C2     | 75  | ADA Engineering                 | Ian Harrower Steve Earle John Sheldon                        | Gebhardt JC843  | Cosworth DFL 3.3L V8               | A      | 299    |
| 17                 | C1     | 42  | WM Peugeot                      | Michel Pignard Jean-Daniel Raulet Jean Rondeau               | WM P83B         | Peugeot PRV 2.6L Turbo V6          | M      | 299    |
| 18                 | C1     | 39  | Bussi Racing                    | Bruno Sotty Jean-Claude Justice Patrick Oudet                | Rondeau M382    | Cosworth DFL 3.3L V8               | D      | 291    |
| 19                 | C2     | 86  | Mazdaspeed Co. Ltd.             | Dave Kennedy Philippe Martin Jean-Michel Martin              | Mazda 737C      | Mazda 13B 1.3L 2-Wankel            | D      | 283    |
| 20                 | C1     | 13  | Primagaz                        | Yves Courage Alain de Cadenet Jean-François Yvon             | Cougar C12      | Porsche Type-935 2.6L Turbo Flat-6 | M      | 279    |
| 21                 | C2     | 99  | Roy Baker Promotions            | Paul Smith Will Hoy Nick Nicholson                           | Tiga GC285      | Cosworth BDT 1.7L Turbo I4         | A      | 274    |
| 22                 | C1     | 34  | Kreepy Krauly Racing            | Graham Duxbury Christian Danner Almo Coppelli                | March 85G       | Porsche Type-935 2.6L Turbo Flat-6 | Y      | 270    |
| 23                 | C2     | 95  | Roland Bassaler                 | Roland Bassaler Dominique Lacaud Yvon Tapy                   | Sauber SHS C6   | BMW M88 3.5L I6                    | A      | 268    |
| 24                 | C2     | 85  | Mazdaspeed Co. Ltd.             | Yoshimi Katayama Yōjirō Terada Takashi Yorino                | Mazda 737C      | Mazda 13B 1.3L 2-Wankel            | D      | 264    |
| Nicht klassiert    |        |     |                                 |                                                              |                 |                                    |        |        |
| 25                 | C2     | 77  | Spice Engineering               | Tim Lee-Davey Neil Crang Tony Lanfranchi                     | Tiga GC84       | Cosworth DFV 3.0L V8               | D      | 226    |
| 26                 | C2     | 74  | Team Labatt                     | Frank Jelinski John Graham Nick Adams                        | Gebhardt JC853  | Cosworth DFV 3.0L V8               | A      | 224    |
| 27                 | C2     | 98  | Roy Baker Promotions            | François Duret David Andrews Duncan Bain                     | Tiga GC284      | Cosworth BDT 1.7L Turbo I4         | A      | 150    |
| 28                 | C2     | 93  | Automobiles Louis Descartes     | Louis Descartes Jacques Heuclin Daniel Hubert                | ALD 01          | BMW M88 3.5L I6                    | A      | 141    |
| Disqualifiziert    |        |     |                                 |                                                              |                 |                                    |        |        |
| 29                 | C1     | 41  | WM Peugeot                      | Patrick Gaillard Pascal Pessiot Dominique Fornage            | WM P83B         | Peugeot PRV 2.6L Turbo V6          | M      | 267    |
| Ausgefallen        |        |     |                                 |                                                              |                 |                                    |        |        |
| 30                 | C1     | 18  | Brun Motorsport                 | Massimo Sigala Oscar Larrauri Gabriele Tarquini              | Porsche 956     | Porsche Type-935 2.6L Turbo Flat-6 | D      | 323    |
| 31                 | C1     | 19  | Brun Motorsport                 | Walter Brun Joël Gouhier Didier Theys                        | Porsche 962C    | Porsche Type-935 2.6L Turbo Flat-6 | D      | 304    |
| 32                 | C1     | 3   | Rothmans Porsche                | Al Holbert Vern Schuppan John Watson                         | Porsche 962C    | Porsche Type-935 2.6L Turbo Flat-6 | D      | 299    |
| 33                 | C1     | 31  | Primagaz                        | Pierre Yver Pierre-François Rousselot François Sérvanin      | Rondeau M382    | Cosworth DFV 3.0L V8               | D      | 286    |
| 34                 | C1     | 8   | New-Man Joest Racing            | Paul Belmondo Mauricio de Narváez Kenper Miller              | Porsche 956     | Porsche Type-935 2.6L Turbo Flat-6 | D      | 277    |
| 35                 | C2     | 80  | Carma F.F.                      | Martino Finotto Aldo Bertuzzi Guido Daccò                    | Alba AR6        | Carma FF 1.9L Turbo I4             | A      | 228    |
| 36                 | GTP    | 40  | Jaguar Group 44                 | Brian Redman Hurley Haywood Jim Adams                        | Jaguar XJR-5    | Jaguar 6.0L V12                    | G      | 151    |
| 37                 | C1     | 67  | Jean-Philippe Grand             | Patrick Gonin Pascal Witmeur Pierre de Thoisy                | Rondeau M482    | Cosworth DFL 3.3L V8               | M      | 143    |
| 38                 | C1     | 38  | Dome Team                       | Eje Elgh Geoff Lees Toshio Suzuki                            | Dome 85C-L      | Toyota 4T-GT 2.1L Turbo I4         | D      | 141    |
| 39                 | C2     | 90  | Jens Winther Denmark            | Jens Winther David Mercer Margie Smith-Haas                  | URD C83         | BMW M88 3.5L I6                    | A      | 141    |
| 40                 | B      | 157 | Angelo Pallavicini              | Enzo Calderari Angelo Pallavicini Marco Vanoli               | BMW M1          | BMW M88 3.5L I6                    | A      | 116    |
| 41                 | B      | 156 | Raymond Touroul Team            | Raymond Touroul Thierry Perrier Philippe Dermagne            | Porsche 911SC   | Porsche 3.0L Flat-6                | P      | 107    |
| 42                 | C1     | 43  | WM Peugeot                      | Claude Haldi Roger Dorchy Jean-Claude Andruet                | WM P83B         | Peugeot PRV 2.8L Turbo V6          | M      | 73     |
| 43                 | C2     | 104 | Ecurie Blanchet Locatop         | Michel Dubois Hubert Striebig Noël del Bello                 | Rondeau M379    | Cosworth DFV 3.0L V8               | A      | 65     |
| 44                 | C1     | 24  | Cheetah Automobiles Switzerland | Bernard de Dryver Claude Bourgoignie John Cooper             | Cheetah G604    | Aston Martin-Tickford 5.3L V8      | D      | 53     |
| 45                 | C2     | 79  | Ecurie Ecosse                   | Mike Wilds Ray Mallock David Leslie                          | Ecosse C285     | Cosworth DFV 3.0L V8               | A      | 45     |
| 46                 | C1     | 46  | Bussi Racing                    | Christian Bussi Jack Griffin Marion L. Speer                 | Rondeau M482    | Cosworth DFL 3.3L V8               | M      | 36     |
| 47                 | B      | 152 | Vogelsang                       | Harald Grohs Altfrid Heger Kurt König                        | BMW M1          | BMW M88 3.5L I6                    | A      | 32     |
| 48                 | C2     | 100 | Bartlett Chevron Racing         | Richard Jones Robin Smith Max Cohen-Olivar                   | Chevron B62     | Cosworth DFL 3.3L V8               | A      | 19     |
| 49                 | C2     | 82  | Grifo Autoracing                | Paolo Giangrossi Pasquale Barberio Mario Radicella           | Alba AR3        | Cosworth DFL 3.3L V8               | D      | 5      |
| Nicht gestartet    |        |     |                                 |                                                              |                 |                                    |        |        |
| 50                 | C1     | 61  | Sauber Racing                   | John Nielsen Dieter Quester Max Welti                        | Sauber C8       | Mercedes-Benz M117 5.0L Turbo V8   | D      | 1      |
| 51                 | C2     | 81  | Carma F.F.                      | Loris Kessel Ruggero Melgrati Aldo Bertuzzi Jean-Pierre Frey | Alba AR2        | Carma FF 1.9L Turbo I              | A      | 2      |
| 52                 | C2     | 97  | Strandell Porsche               | Stanley Dickens Torgjer Kleppe Martin Schanche               | Strandell 85    | Porsche Type-934 3.3L Turbo Flat-6 | A      | 3      |
| Nicht qualifiziert |        |     |                                 |                                                              |                 |                                    |        |        |
| 53                 | C2     | 106 | Bruno Sotty                     | Martin Wagenstätter Kurt Hild                                | Lotec C302      | Cosworth DFV 3.0L V8               | D      | 4      |
| 54                 | C1     | 55  | John Fitzpatrick Racing         | Kenny Acheson Dudley Wood Jean-Louis Schlesser               | Porsche 962C    | Porsche Type-935 2.6L Turbo Flat-6 | Y      | 5      |

1 Unfall
2 Unfall
3 Motorschaden
4 Unfall
5 Nicht qualifiziert

### Nur in der Meldeliste
Hier finden sich Teams, Fahrer und Fahrzeuge die ursprünglich für das Rennen gemeldet waren, aber aus den unterschiedlichsten Gründen daran nicht teilnahmen.
| Pos. | Klasse | Nr. | Team                            | Fahrer                                              | Chassis          | Motor                              | Reifen |
| ---- | ------ | --- | ------------------------------- | --------------------------------------------------- | ---------------- | ---------------------------------- | ------ |
| 55   | C2     | 46  | Roland Bassaler                 |                                                     | Sauber SHS C6    | BMW M88 3.5L I6                    |        |
| 56   | C1     | 6   | Martini Lancia                  |                                                     | Lancia LC2-83/85 | Ferrari 308C 3.0L Turbo V8         | M      |
| 57   | C1     | 16  | Richard Lloyd Racing            | Jonathan Palmer Jan Lammers                         | Porsche 956      | Porsche Type-935 2.6L Turbo Flat-6 |        |
| 58   | C1     | 23  | Cheetah Automobiles Switzerland |                                                     | Cheetah G604     | Aston Martin-Tickford 5.3L V8      | D      |
| 59   | C1     | 32  | Dorset Racing Associates        | Martin Birrane Tony Birchenhough                    | Dome RC83        | Cosworth DFL 3.3L V8               |        |
| 60   | C1     | 51  | TWR Jaguar                      | Hans Heyer Thierry Tassin                           | Jaguar XJR-6     | Jaguar 6.2L V12                    |        |
| 61   | C1     | 52  | TWR Jaguar                      | David Hobbs Jean-Louis Schlesser                    | Jaguar XJR-6     | Jaguar 6.2L V12                    |        |
| 62   | C1     | 53  | TWR Jaguar                      |                                                     | Jaguar XJR-6     | Jaguar 6.2L V12                    |        |
| 63   | C1     | 54  | Sauber Racing                   |                                                     | Sauber C8        | Mercedes-Benz M117 5.0L Turbo V8   |        |
| 64   | C2     | 55  | Gebhardt Motorsport             | Jan Thoelke                                         | Gebhardt JC853   | Cosworth DFV 3.0L V8               |        |
| 65   | C2     | 56  | Lyncar Motorsport               | Emilio de Villota Costas Los Mikael Nabrink         | Lyncar MS83      | Cosworth DFV 3.0L V8               |        |
| 66   | C2     | 57  | Lanx Engineering                | Glenn Loxton David Sears Dudley Wood                | Argo JM16        | Cosworth DFV 3.0L V8               |        |
| 67   | C2     | 58  | Harrier                         |                                                     | Harrier RX83C    | Chevrolet                          |        |
| 68   | B      | 152 | Claude Haldi                    | Claude Haldi                                        | Porsche 930      | Porsche Type-934 3.3L Turbo Flat-6 |        |
| 69   | GTO    | 170 | Road Circuit Technology         | Tommy Riggins Les Delano                            | Pontiac Firebird | Pontiac 5.9L V8                    |        |
| 70   | GTO    | 171 | Road Circuit Technology         | Patty Moise Andy Petery                             | Pontiac Firebird | Pontiac 5.9L V8                    |        |
| 71   | GTO    | 172 | Jack Roush                      | Doc Bundy Wally Dallenbach John Jones               | Ford Mustang     |                                    |        |
| 72   | C1     |     | Joest Racing                    |                                                     | Porsche 956      | Porsche Type-935 2.6L Turbo Flat-6 |        |
| 73   | C1     |     | Porsche Kremer Racing           | Mike Thackwell                                      | Porsche 956      | Porsche Type-935 2.6L Turbo Flat-6 |        |
| 74   | GTX    |     | North American Racing Team      |                                                     | Ferrari 512 BB   | Ferrari 4.9L F12                   |        |
| 75   | C2     |     | AK Donit Olimpia                | Francy Jerancic Drogo Bozic                         | Lola T600        | Porsche Type-935 2.6L Turbo Flat-6 |        |
| 76   | GTX    |     | Angelo Pallavicini              | Angelo Pallavicini Vittorio Coggiola Gianni Giudici | Porsche 935      | Porsche Type-935 2.6L Turbo Flat-6 |        |
| 77   | C1     |     | Richard Lloyd Racing            |                                                     | Porsche 956      | Porsche Type-935 2.6L Turbo Flat-6 |        |
| 78   | C1     |     | Rothmans Porsche                |                                                     | Porsche 956      | Porsche Type-935 2.6L Turbo Flat-6 |        |

### Klassensieger
| Klasse    | Fahrer        | Fahrer         | Fahrer             | Fahrzeug       | Platzierung im Gesamtklassement |
| --------- | ------------- | -------------- | ------------------ | -------------- | ------------------------------- |
| Gruppe C1 | Paolo Barilla | Klaus Ludwig   | Louis Krages       | Porsche 956B   | Gesamtsieg                      |
| Gruppe C2 | Ian Harrower  | Steve Earle    | John Sheldon       | Gebhardt JC843 | Rang 16                         |
| Gruppe B  | Edgar Dören   | Martin Birrane | Jean-Paul Libert   | BMW M1         | Rang 15                         |
| GTP       | Bob Tullius   | Chip Robinson  | Claude Ballot-Léna | Jaguar XJR-5   | Rang 13                         |

### Renndaten
- Gemeldet: 78
- Gestartet: 49
- Gewertet: 24
- Rennklassen: 4
- Zuschauer: 150.000
- Ehrenstarter des Rennens: Alain Calmat, ehemaliger Weltmeister im Eiskunstlauf und französischer Sportminister
- Wetter am Rennwochenende: warm und sonnig
- Streckenlänge: 13,626 km
- Fahrzeit des Siegerteams: 24:00:00,000 Stunden
- Gesamtrunden des Siegerteams: 374
- Distanz des Siegerteams: 5088,507 km
- Siegerschnitt: 212,021 km/h
- Pole Position: Hans-Joachim Stuck – Porsche 962C (#2) – 3:14,800 = 251,815 km/h
- Schnellste Rennrunde: Jacky Ickx – Porsche 962C (#1) – 3:25,100 = 239,169 km/h
- Rennserie: 4. Lauf zur Sportwagen-Weltmeisterschaft 1985